# Tetrakoncha

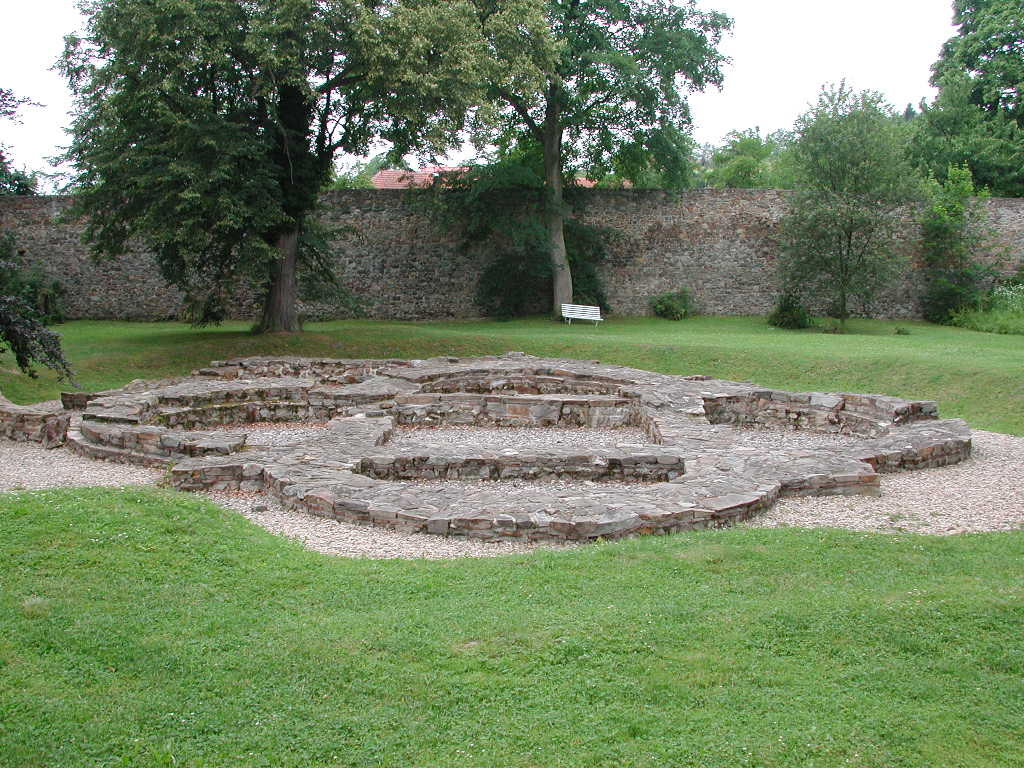
Základy tetrakonchy v Sázavském klášteře

Tetrakoncha je stavba, jejíž půdorys má tvar čtyřlístku, přesněji řečeno čtverce s apsidou na každé ze čtyř stran. Nejčastěji byly jako tetrakonchy budovány východokřesťanské chrámy, a to zejména v Gruzii a Arménii. Několik tetrakonch však bylo postaveno také ve střední Evropě.

## Některé tetrakonchy ve střední Evropě
- kostel sv. Kříže v Sázavském klášteře – dochovaly se jen základy
- kostel Nejsvětější Trojice v Chrasti nad Hornádom (Slovensko)
- rotunda na Trenčínském hradě (Slovensko) – dochovaly se jen základy
- rotunda Panny Marie v Krakově (Polsko) – dochovala se jen zčásti